# Patrizio Torlonia
La testa 535 della Collezione Torlonia, detta anche patrizio Torlonia o vecchio di Otricoli, ritrae un ignoto personaggio virile ed è il capolavoro del cosiddetto ritratto romano repubblicano, cruda effigie del patriziato romano durante il periodo di Silla. Si tratta di una copia di epoca tiberiana (I secolo d.C.) di un originale databile al decennio 80-70 a.C.
In quest'opera, che è stata formalmente identificata come il ritratto di Catone il Vecchio, sono ben evidenti tutte quelle caratteristiche che i patrizi dell'epoca volevano mettere in evidenza, in una dura epoca che vedeva finalmente trionfare le loro ambizioni dopo i momenti difficili della lotta ai Gracchi, dell'avanzata della plebe e delle guerre civili.
In una resa particolarmente secca e asciutta, il trattamento minuzioso dell'epidermide non risparmia nessuno dei segni della vecchiaia: anzi essi stanno a significare la dura vita contadina e militare del patrizio, la fierezza inflessibile della sua casta e un certo sdegno, eloquentemente rappresentato dal taglio duro della bocca e dall'espressione ferma e sprezzante dello sguardo. Il notevolissimo realismo veicola quindi un preciso messaggio politico e sociale.

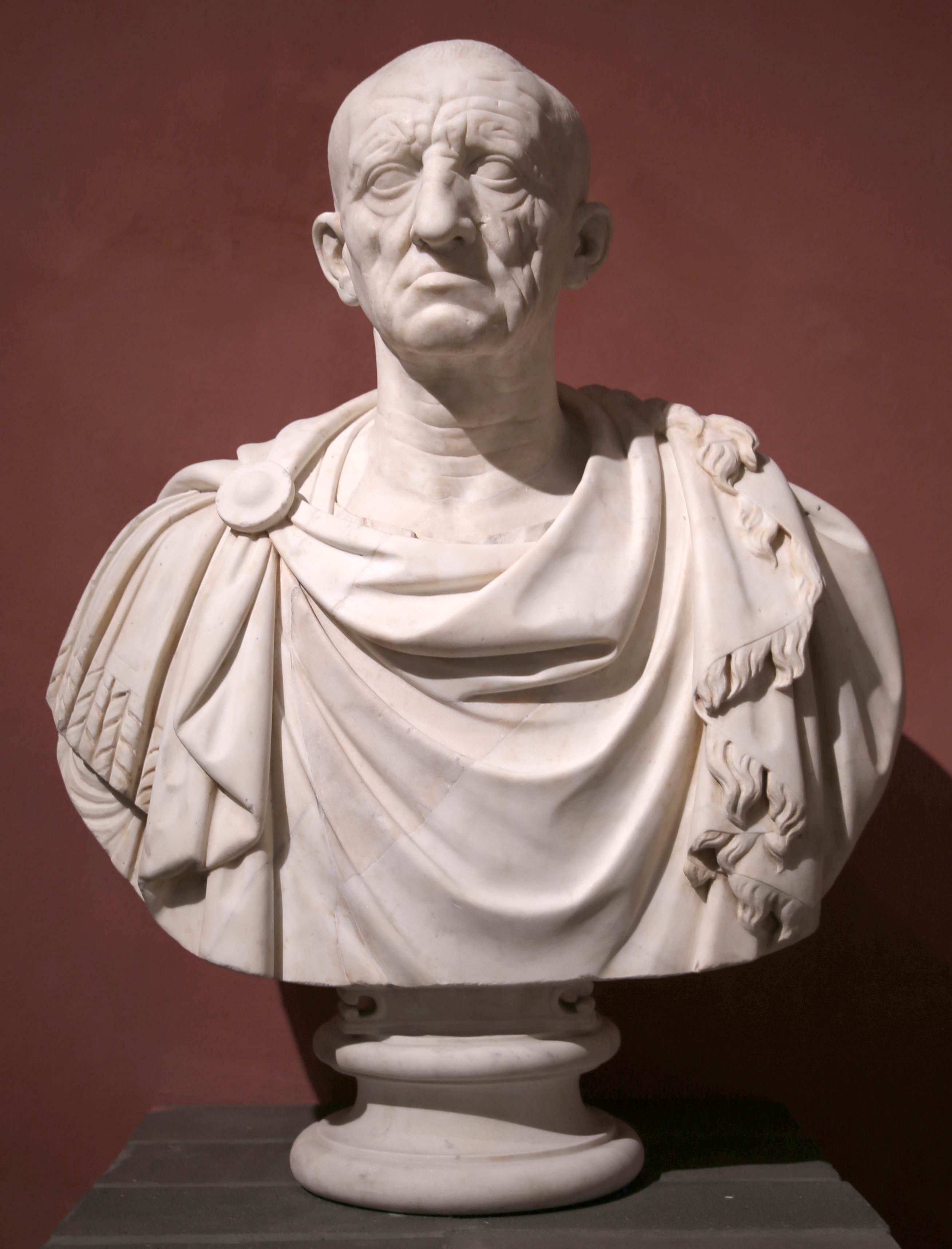
Figura intera (busto non pertinente)